# L'Altrofilm
L'Altrofilm fue una empresa dedicada a la producción y distribución de películas con sede en Italia.

## Historia
L'Altrofilm es una casa de producción y distribución de cine independiente. Fundada en 1998 por el cineasta Louis Nero, es responsable de la producción y distribución de cine de arte.

## Películas de L'Altrofilm
- The Broken Key (2017)
- Women Directors, talking on a blade (2014)
- The mystery of Dante (2014)
- Rasputin (2011)
- La rabbia (2008)
- Ex Drummer (2007)
- Hans (2006)
- Longtake (2005)
- Golem (2003)